# 9266 Holger
9266 Holger (1978 RD10) là một tiểu hành tinh vành đai chính được phát hiện ngày 2 tháng 9 năm 1978 bởi C.-I. Lagerkvist ở Đài thiên văn Nam Âu.